# Ivan Singer
Ivan Singer (n. 14 noiembrie 1929, Arad – d. 24 august 2020) a fost un matematician român, ales ca membru corespondent (1992) și apoi membru titular (2009) al Academiei Române.